# Baby I Love You (くるりの曲)
「Baby I Love You」（ベイビー・アイ・ラヴ・ユー）は、ロックバンド、くるりの17枚目のシングル。2005年10月26日に発売された。発売元はSPEEDSTAR RECORDS。くるりの6thアルバムである『NIKKI』に収録されている。

## 概要
3か月連続リリースの第3弾となるシングル。くるりのシングルとしては最高位のチャートインとなった。プロデューサーにホワイト・ストライプスなどを手がけたリアム・ワトソンを迎えて制作されたシングル。詞・曲とともにロンドンにて書かれ1日で録音された。初回限定盤にはNIKKIのレコーディング風景の写真を収めたDVDが特典として付いていた。

## 収録曲
作詞・作曲は岸田繁
1. Baby I Love You
2. The Veranda